# Гусек-Погореловка
Гусек-Погореловка — село в Прохоровском районе Белгородской области. Входит в состав Призначенского сельского поселения.

## География
Находится в северной части Белгородской области, в лесостепной зоне, в пределах юго-западного склона Среднерусской возвышенности, к северу от автодороги М2, на расстоянии примерно 7 километров (по прямой) к востоку-северо-востоку от Прохоровки, административного центра района. Абсолютная высота — 235 метра над уровнем моря.

### Климат
Климат характеризуется как умеренно континентальный, с относительно мягкой зимой и тёплым продолжительным летом. Среднегодовая температура воздуха — 5,4 °C. Средняя температура воздуха самого холодного месяца (января) — −9,2 °C; самого тёплого месяца (июля) — 16,4 — 24,3 °C. Безморозный период длится в среднем 155—160 дней. Годовое количество атмосферных осадков — 527—595 мм, из которых большая часть выпадает в тёплый период.

### Часовой пояс
Село Гусек-Погореловка как и вся Белгородская область, находится в часовой зоне МСК (московское время). Смещение применяемого времени относительно UTC составляет +3:00.

## История
История Гуська-Погореловки началась около 1794 года, когда уездным казначейством было зарегистрировано Погореловское сельское общество. Основным населением были войсковые обыватели, служившие в слободе Погореловке, но приписывались они к урочищу Гусек, где сегодня и расположен населенный пункт Гусек-Погореловка. 
Изначально здесь располагался лишь «летний» хутор, просуществовавший порядка 20 лет, затем он стал заселятся , вследствие чего образовался постоянный хутор. 
В 1873 году на хуторе произошел большой пожар, уничтоживший 20 дворов. К 1885 году здесь было расположено 76 дворов. По данным переписи в 1906 году на хуторе проживало 1009 человек, 511 мужчин и 498 женщин, 101 ребенок. Гусек-Погореловка относилась к приходу Покровской церкви. Церковь была деревянная, с двумя куполами. К её приходу относились  хутора Гаюры, Немцев, Вершина, Цецорин, Цуркин, Камышевка. В 1929 году по решению Гусек-Погореловского сельсовета церковь закрыли. 
В селе с 1880 года работала школа.В 1917 году после Октябрьской революции при школе создали культпросвет, который в 1918 году преобразовали в ячейку содействия ВКП(б). После закрытия церкви, здание разобрали, а на этом месте построили новую школу.
В 1932 году был открыт медпункт, который обслуживал жителей нескольких населенных пунктов:  Басенков, Бехтеевка, Дубовый, Соколовка, Цыгулев, Гаюры, Камышевка, Борисов, Гусек-Погореловка. Со временем этот список уменьшился до: хуторов Гаюры, Борисов и сел Гусек-Погореловка и Камышевка. Также в селе функционировал магазин, который жители называли кооперация.
В 1930-м году В Гусек-Погореловке был образован колхоз «Страна Советов». Основными видами деятельности были овощеводство, животноводство (работала ферма). В селе были конюшня, амбар, ток. Перед началом войны были основаны МТС.
В ходе Великой Отечественной войны, в 1942 году село захватили немцы. В 1943 году здание школы захватчики использовали для содержания военнопленных. 27 января 1943 года школу сожгли, с находящимися в ней пленными. В феврале этого же года Прохоровский район был освобожден от фашистов. В 1951 году в селе перезахоронили останки павших в одну братскую могилу, на которой в 1967 году тружениками колхоза «Заря коммунизма» Призначенского сельского Совета, был установлен памятник всем павшим воинам.
В 1950 году в селе строят новое здание, где размещают Сельский Совет, почту и избу-читальню, которая со временем выросла в большую библиотеку, одну из лучших в районе.
В 1955 году, согласно указу Президиума Верховного Совета РСФСР, Гусек-Погореловский и Призначенский сельский советы были объединены в один Призначенский сельский Совет Прохоровского района Белгородской области.
В 1970-х годах в селе начинается строительство жилья. В 1989 году после инцидента в Фергане, в село прибыли переселенцы - турки-месхетинцы. 

## Население
| 2002 | 2010 |
| ---- | ---- |
| 75   | ↘70  |

### Половой состав
По данным Всероссийской переписи населения 2010 года в гендерной структуре населения мужчины составляли 50 %, женщины — соответственно также 50 %.

### Национальный состав
Согласно результатам переписи 2002 года, в национальной структуре населения русские составляли 78 %.